# Zona de cisalla

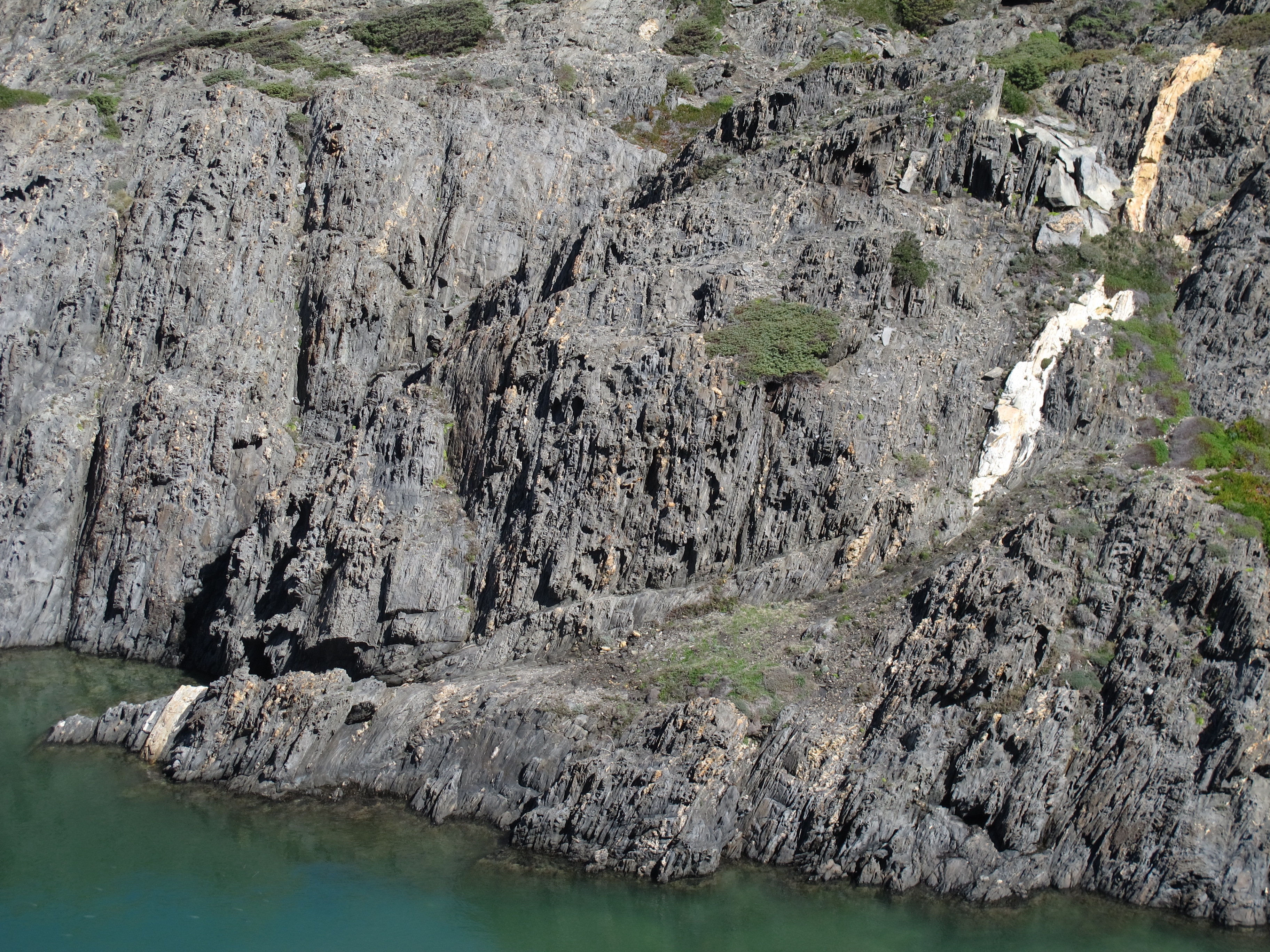
Dic de pegmatita afectat per un esforç de cisallament, Cap de Creus.

Una zona de cisalla, zona de cisallament o banda de cisallament, és una superfície de discontinuïtat estructural molt important en l'escorça i el mantell superior de la Terra. Es forma com a resposta a les deformacions no homogènies a les zones planars o curviplanars afectades per esforços importants. Els blocs d'intervenció (corticals) queden relativament poc afectats per la deformació. A causa del moviment de cisalla del medi més rígid que l'envolta, es pot induir un component rotacional no coaxial a la zona de cisallament. Com que la superfície de discontinuïtat sol passar per un ampli rang de profunditat, es produeixen una gran varietat de tipus de roca diferents amb les seves estructures característiques.

## Generalitats

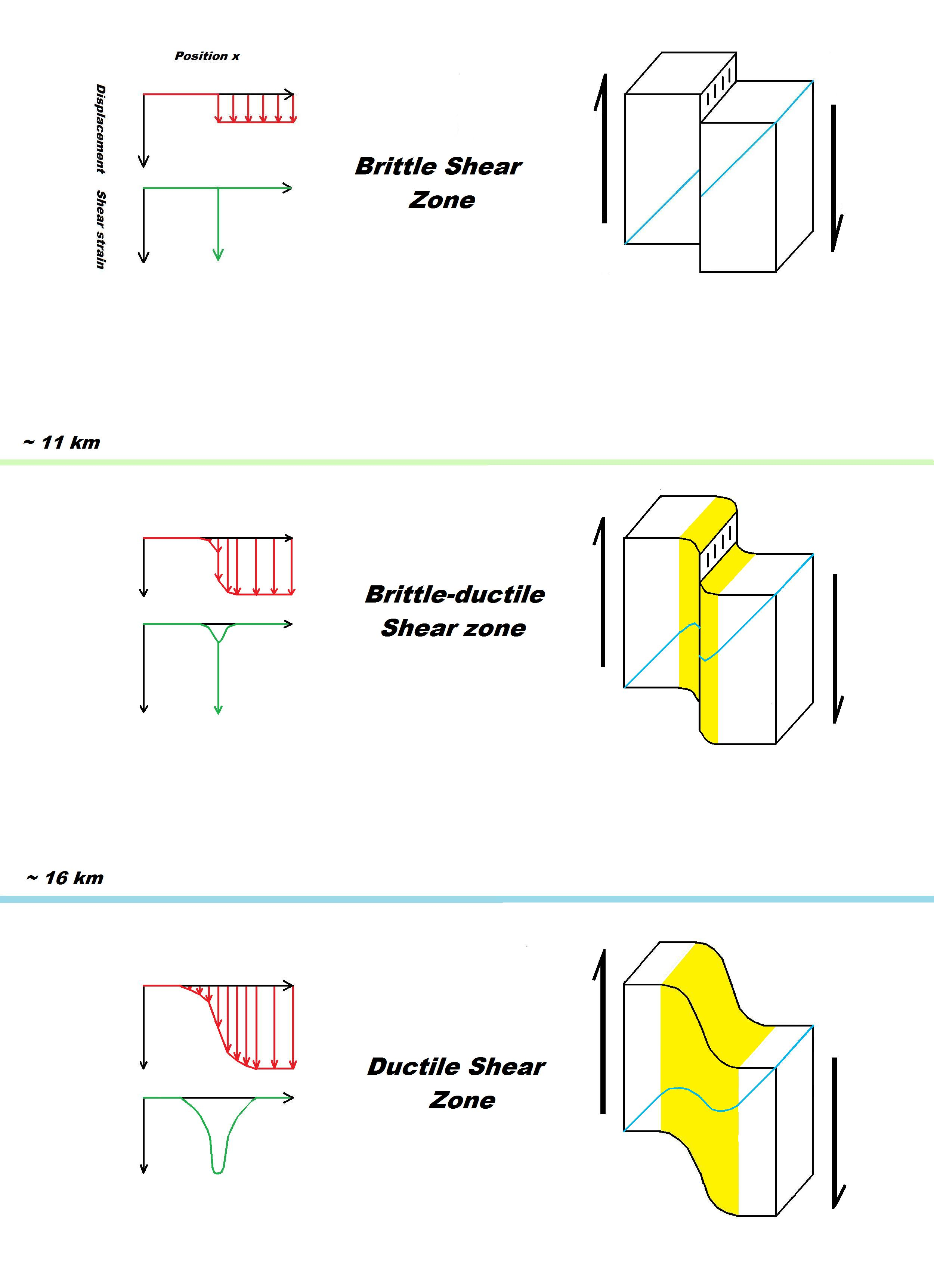
Diagrama que mostra les diferents tipologies de cisalla.

Les zones de cisalla solen diferenciar-se per presentar franges llargues i estretes de roques intensament deformades, situades entre dos blocs no deformats de roca. Aquestes franges es produeixen quan tots dos blocs es mogueren relativament, l'un respecte de l'altre.
Les zones de cisalla formen un conjunt important d'estructures geològiques que engloben des de falles (zones de cisalla de tipus fràgil), fins a zones de tipus fràgil-dúctil. En les zones fràgils, la deformació sol concentrar-se en una fractura estreta que separa els dos blocs mentre que, en les zones de cisalla dúctils, la deformació afecta una part més ampla i la deformació varia entre els dos blocs. Entre aquests dos extrems (dúctil vs fràgil), hi ha molts casos entremitjos que presenten diferents característiques (p.e. semifràgil, fràgil-dúctil...).
Aquest continu que es troba en les geometries estructurals de les zones de cisalla reflecteix els diferents mecanismes de deformació que regeixen en l'escorça, és a dir, el canvi de fràgil (fracturació) que sol produir-se a la superfície, a dúctil (o de flux) que sol donar-se a més profunditat. En passar per la transició fràgil-semidúctil, la resposta dúctil a la deformació comença a introduir-se. Aquesta transició no està lligada a una profunditat específica, sinó que es produeix a través d'un cert rang de profunditat: l'anomenada zona alterna, on la fracturació i la resposta dúctil coexisteixen. El principal motiu de l'existència d'aquesta zona alterna es troba en la composició generalment heteromineral de les roques, amb diferents minerals que mostren respostes diferents a les tensions aplicades. Per exemple, sota tensió, el quars reacciona plàsticament abans no ho facin els feldespats. Així, les diferències de litologia, mida de gra i mineralogia preexistents determinen una resposta reològica diferent. No obstant això, altres factors purament físics influeixen també en la profunditat de canvi, incloent-hi:
- Gradient hidrotermal (temperatura)
- Pressió de confinament i pressió de fluids
- Taxa de deformació general
- Orientació de l'esforç regional

En el model de Scholz per a una escorça quarso-feldespàtica, la transició fràgil-semifràgil es troba a uns 11 km de profunditat a una temperatura de 300 graus centígrads. La zona alterna es troba a 16 km de profunditat a una temperatura aproximada de 360 graus. Per sota de 16 km només és produeix deformació dúctil.